# Charles-Pierre Guillebeau
Charles-Pierre Guillebeau, né le 29 janvier 1922 à Paris et mort le 20 mars 2004, est un enseignant-chercheur français spécialisé dans la communication. Il fonde l'ONISEP, et dirige le CELSA pendant 24 ans.

## Carrière
Fils d'un père comptable, Charles-Pierre Guillebeau est élève au Lycée Buffon et au Lycée Saint-Louis. Pendant la Seconde guerre mondiale où il sert comme sergent d’infanterie, il entre dans l'Éducation nationale comme maitre d’internat, surveillant d’externat et puis professeur délégué au lycée Buffon (1941-46) et au collège de Dourdan (1946-47). En 1949, il obtient un poste de professeur titulaire au collège d’Orléans (1949-52) puis au lycée Turgot à Paris (1952-57). En 1957, il se tourne vers l'Enseignement supérieur et obtient un poste de stagiaire de recherche au Centre national de la recherche scientifique (1957-59), puis chef de travaux (1959-61). En 1960, il obtient un doctorat de lettres à la Faculté des lettres de Paris en soutenant une thèse de troisième cycle sur les Perspectives d'application de la formation littéraire aux fonctions de l'entreprise. Il est nommé maitre assistant à la Faculté des lettres de Paris, avant d'être élu professeur titulaire au Conservatoire national des arts et métiers (1967-75) sur un profil novateur : « Sociologie, information et communication de l’entreprise »[source insuffisante]. En 1972, sous la direction de Jean Stoetzel, il obtient un doctorat de psychologie sur Études littéraires et devenir professionnel. En 1975, il est élu professeur titulaire à l’université de Paris IV-Sorbonne dont il prend retraite en 1995. 
Il intègre l’École supérieure des officiers de réserve (ESORSEM) en 1958 et sert à l’état-major de la 1re RM en lien avec le Secrétariat général permanent de la Défense nationale (SGDN) sur la base de ses compétences en communication et techniques d’information. Il dirige le Centre d’études littéraires et scientifiques appliquées (CELSA) de 1961 à 1966, puis de 1971 à 1995 quand celui-ci est créé en tant qu’« institut à dérogations »[source insuffisante] grâce à son « œuvre inlassée ». En 1970, il participe à la fondation de l’Office national d’information sur les enseignements et les professions (ONISEP) et le dirige pendant 3 ans (1970-73). Il est également Directeur général des enseignements élémentaire et secondaire au Ministère de l’éducation nationale (1973-74).
Membre du Conseil économique et social (1971-72, 1975-76 et 1987-88), Charles-Pierre Guillebeau préside également la 71e section (« Sciences de l'information et de la communication ») du Conseil national des universités. Il dirige la revue Humanisme et entreprise de 1959 à 1995[source insuffisante].
Charles-Pierre Guillebeau est l'auteur de plusieurs rapports liés à la formation professionnelle[source secondaire souhaitée].
Marié à Madeleine Loyeau (décédée en 1990), Charles-Pierre Guillebeau décède en 2004.

## Articles
- « Le problème de l'intégration des étudiants de Lettres dans l'Entreprise. Analyse des résultats des stages effectués en 1958 par les étudiants de la Faculté des Lettres et Sciences Humaines de Paris », Humanisme et entreprise, no 1,‎ 1959
- « Le problème de l'intégration des étudiants de Lettres dans l'Entreprise. Conclusions d'ensemble et réflexions sur un nouvel aspect de l'humanisme », Humanisme et entreprise, no 2,‎ 1959
- « Analyse des stages effectués en 1959 dans les entreprises industrielles et commerciales par les étudiants de la Faculté des Lettres et Sciences Humaines de Paris, ou : À la rencontre d'autrui et de soi-même », Humanisme et entreprise, no 4,‎ 1959
- « Exploitation des questionnaires-étudiants. Année 1957-58 », Humanisme et entreprise, no 5,‎ 1959
- « Le problème de l'intégration des étudiants de Lettres dans l'Entreprise. Analyse du questionnaire proposé aux entreprises à l'occasion des stages effectués en 1959 par les étudiants de la Faculté des Lettres et Sciences Humaines de Paris », Humanisme et entreprise, no 6,‎ 1959
- « Perspectives d'application de la formation littéraire aux fonctions de l'Entreprise », Humanisme et entreprise, no spécial,‎ 1961
- « Enquête sur la formation littéraire et ses possibilités d'accès aux fonctions de l'Entreprise », Humanisme et entreprise, no 13,‎ 1962
- « L'éducation permanente dans le cadre des liaisons Université-Entreprise », Humanisme et entreprise, no 48,‎ 1962
- « Aspects présentés par le problème en Europe Occidentale », Humanisme et entreprise, no 74,‎ 1972
- « De l'Université traditionnelle à l'Institut d'Application », Humanisme et entreprise, no 75,‎ 1972
- « Bilans et perspectives », Humanisme et entreprise, no 75,‎ 1972
- « Les enseignements de première formation et les filières d'insertion professionnelle », Humanisme et entreprise, no 88,‎ 1974

## Distinctions
- Commandeur de la Légion d'honneur[2]
- Commandeur de l'ordre national du Mérite[1]
- Commandeur de l'ordre des Palmes académiques[1]